# High Sparrow
High Sparrow er en fiktiv person i den amerikanske forfatter George R. R. Martins fantasyserie A Song of Ice and Fire og i HBOs filmatisering Game of Thrones.
High Sparrow optræder første gange i Kragernes rige (2005) og efterfølgende i Martins En dans med drager (2011). Han er de facto leder af protestgruppen kaldet "sparrow" som udbruder af Faith of the Seven som et resultat af ødelæggelserne fra de fem kongers krig. Selvom han optræder ydmyg og medfølende, så er han i virkeligheden en klog og utrættelig fanatisk mand. Han bliver af stor vigtighed for konflikterne ved hoffet mellem Lannister og Tyrell, og han viser åbent sin afsky for korruption og ugudelighed i hovedstaden. Hans rigtige navn kendes ikke; han fik sin titel af sine modstandere der drillende sammenlignede ham med den tidligere formelle leder af the Faith, kaldet High Septon.
I HBO filmatisering af serien bliver High Sparrow spillet af den walisiske skuespiller Jonathan Pryce. High Sparrow har mange lighedspunkter med den italienske munk Girolamo Savonarola, der var de facto leder af Republikken Firenze fra 1494 til 1498, og fordømte gejstlig korruption, despotisk styre og udnyttelsen af de fattige.